# Histoire des Juifs à Tlemcen
 (mars 2016).
Si vous disposez d'ouvrages ou d'articles de référence ou si vous connaissez des sites web de qualité traitant du thème abordé ici, merci de compléter l'article en donnant les références utiles à sa vérifiabilité et en les liant à la section « Notes et références ».
 (mars 2016).
- Si vous ne connaissez pas le sujet, laissez ce bandeau (vous pouvez alors contacter les auteurs).
- Si vous supprimez le contenu mis en cause (vous pouvez préalablement contacter les auteurs),

argumentez précisément cette suppression dans la page de discussion
(un manque de référence n'est pas un argument ; une recherche réelle de référence doit avoir été effectuée, être formellement documentée).
L’histoire des Juifs à Tlemcen est plurimillénaire, débutant probablement avec des marchands juifs.

## De la conquête musulmane à la Reconquista catholique

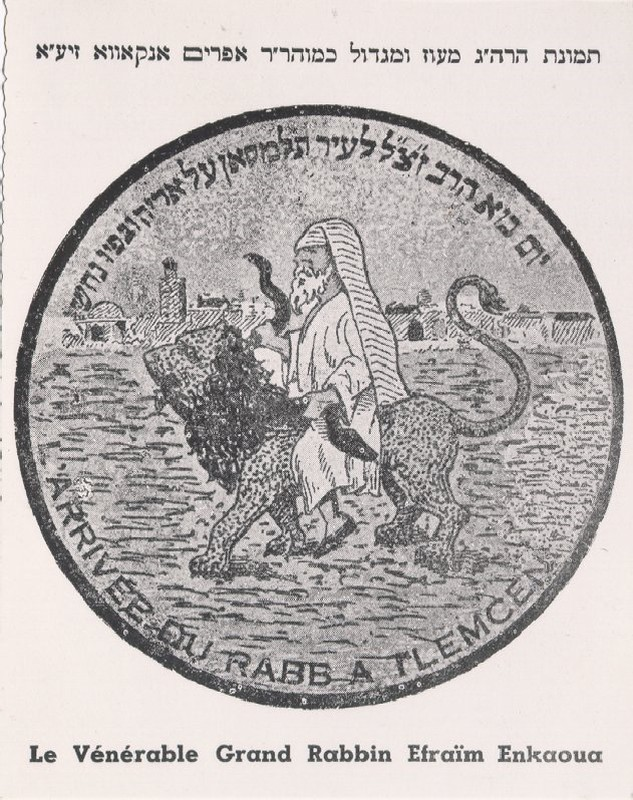
Médaillon célébrant l'arrivée du « Vénérable Grand Rabbin Ephraïm Enkaoua » à Tlemcen

L’émigration juive s’accélère aux VIIe et VIIIe siècles, dans la région de Tlemcen comme dans les vestiges de l’Ifriqiya. L’autorité de l’Empire byzantin s’y fait moins sentir et des Juifs de la péninsule arabique suivent le mouvement de la conquête arabo-musulmane du Maghreb, s’alliant politiquement avec les conquérants ou commerçant autour de leurs armées.
On trouve la mention historique de la présence de communautés juives et chrétiennes à Tlemcen au XIIIe siècle à l'époque des Almohades. Si la communauté chrétienne ne survit pas aux persécutions par ces derniers, la communauté juive reparaît notamment à la suite de l'arrivée de Juifs d'Espagne, dont le rabbin Ephraim Enqaoua qui fait construire une synagogue. Sa tombe devient un lieu de pèlerinage fréquenté jusqu'à l'indépendance de l'Algérie lors de la hiloula de Lag Ba'omer.
Deux étapes majeures ont été franchies, à un siècle de distance, qui ont entraîné l’exode des populations juives hors d’Espagne :
- Les massacres des juifs de Tolède par les chrétiens en 1391 ;
- La reconquête définitive par les catholiques de tout le territoire péninsulaire sur les musulmans en 1492, sous le règne de Ferdinand d’Aragon et d’Isabelle la Catholique.

Aussi, en deux vagues, après 1391 et après 1492, les juifs quittèrent l’Espagne pour se répandre dans tout le bassin méditerranéen, sous le nom de « Séfarades ». On évalue aujourd’hui leur nombre entre 100 000 et 300 000. Certains prirent la route du Sud, au Maghreb (Maroc, Algérie dont Tlemcen et Tunisie contemporaines).

## Les Juifs à Tlemcen, de la Reconquista à la conquête ottomane

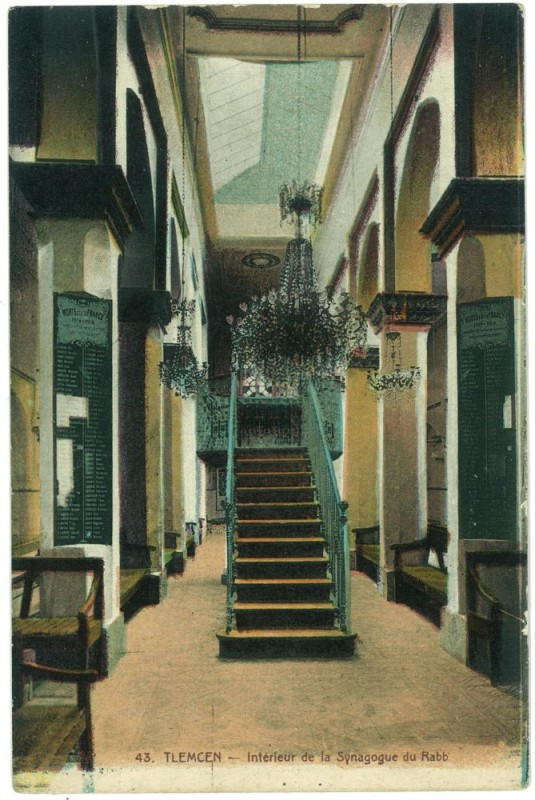
Interieur de la Synagogue du Rabb, Tlemcen

Les juifs de Tlemcen, comme tous les juifs en pays musulmans et avec des variations qui allaient d’une certaine ouverture au Maroc et dans le royaume de Tlemcen, à une grande dureté au Yémen par exemple, étaient soumis au statut de « dhimmis ». Ce statut était réservé aux « gens du Livre », juifs et chrétiens, qui avaient ainsi l’assurance de ne pas être massacrés et d’être gouvernés par des tribunaux et des lois de leur religion, contre le paiement d’impôts très lourds et une vie faite de soumission et d’humiliations.
Les juifs prospéraient particulièrement au XVe siècle à Tlemcen, capitale du Royaume zianide, qui atteignait 125 000 habitants au XVe siècle[réf. nécessaire] et où se développaient le commerce, les études religieuses, la médecine, etc. faisant de cette ville une petite Tolède et un centre savant juif et musulman, qu’elle est toujours restée jusqu'à l'indépendance algérienne. Les Juifs étaient influents auprès du pouvoir, certains étant diplomates, d'autres appointés juges rabbiniques (dayan) par le roi lui-même. On a la trace de nombreux commerçants juifs et rabbins de Tlemcen qui ont arpenté la Méditerranée à cette époque et des liens assez étroits que les juifs de la ville entretenaient avec Safed, en Palestine, sur le plan religieux et avec Salonique, dans l’Empire ottoman, sur le plan commercial.

## Les Juifs à Tlemcen de 1944 à nos jours
En 1830, la population juive d’Algérie est évaluée à 22 000 personnes ; elle est de près de 140 000 personnes en 1962. La population juive de Tlemcen est de 1 500 personnes en 1830, de 6 000 en 1962. Tlemcen a en 1962, 80 000 habitants et a toujours été la quatrième ville juive d’Algérie en nombre d'habitants, après Alger, Constantine et Oran mais a toujours été considéré par son histoire judaïque, sa profondeur spirituelle, la qualité de ses savants dans l'enseignement et l’exégèse talmudique comme la référence du pays. Elle était parfois surnommée la « Jérusalem du Maghreb » comme Constantine, Fès et Tunis,.